# Scania
Scania AB — шведский производитель грузовых автомобилей, автобусов, промышленных и морских двигателей. Выпускает автобусы с 1920 года. Штаб-квартира располагается в городе Сёдертелье, Швеция. Производство находится в Швеции, Франции, Нидерландах, Аргентине, Бразилии, Польше и России.
На логотипе Scania изображен грифон с герба провинции Скания (швед . Skåne).

## Собственники и руководство
С 2015 Scania на 100 % принадлежит немецкому автомобильному концерну Volkswagen Group, входящей в состав ее дочерней компании по производству тяжелых коммерческих автомобилей Traton вместе с MAN Truck & Bus.

## Деятельность
Scania производит грузовые автомобили, автобусы, судовые и промышленные дизельные двигатели. Также компания поставляет свои шасси многим сторонним кузовным предприятиям. Наиболее удачное сотрудничество у Scania наметилось с испанской фирмой Irizar,.
В 2005 Scania выпустила 52 567 грузовиков и 5816 автобусов. Выручка за этот год составила 7,97 млрд $, чистая прибыль — 587 млн $.

## Автобусы

### Серия Omni

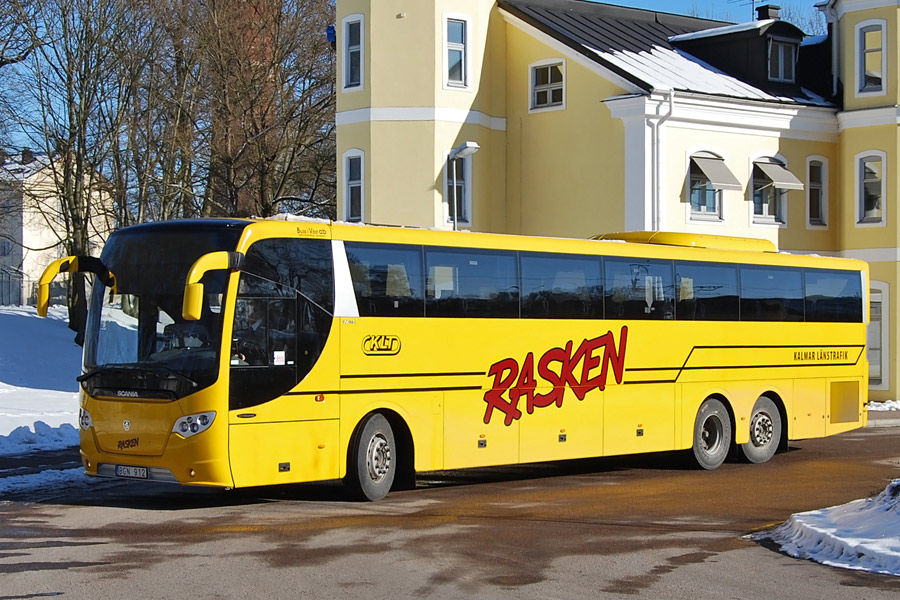
Scania OmniExpress

В конце 90-х годов фирма выпустила серию комплектных 12-метровых многофункциональных автобусов Omni с кузовами модульной конструкции, получивших переднюю облицовку, названную «улыбающейся». От неё вскоре пошла мода на такой оригинальный стиль оформления. Городской низкорамный 3-дверный автобус OmniCity CN94 оснащён полностью алюминиевым кузовом: его основание в виде продольной силовой балки, поперечины и каркас собраны на болтах из алюминиевых П-образных профилей, крыша и боковая облицовка тоже алюминиевые, но передняя и задняя панели стеклопластиковые. В задней части кузова поперечно с наклоном 60° назад расположены двигатели объёмом 9 или 11 л мощностью 220—260 л. с. и автоматическая 4-ступенчатая коробка передач. Один из двигателей в 230 л. с. рассчитан на работу на этаноле.
Автобус укомплектован всеми дисковыми тормозами, 3-контурной тормозной системой с АБС и индикатором износа накладок, гидравлическим тормозом-замедлителем, установкой микроклимата в кабине водителя. Пригородный автобус OmniLink отличается от городского только двигателем, установленным сзади продольно с углом наклона 60°.

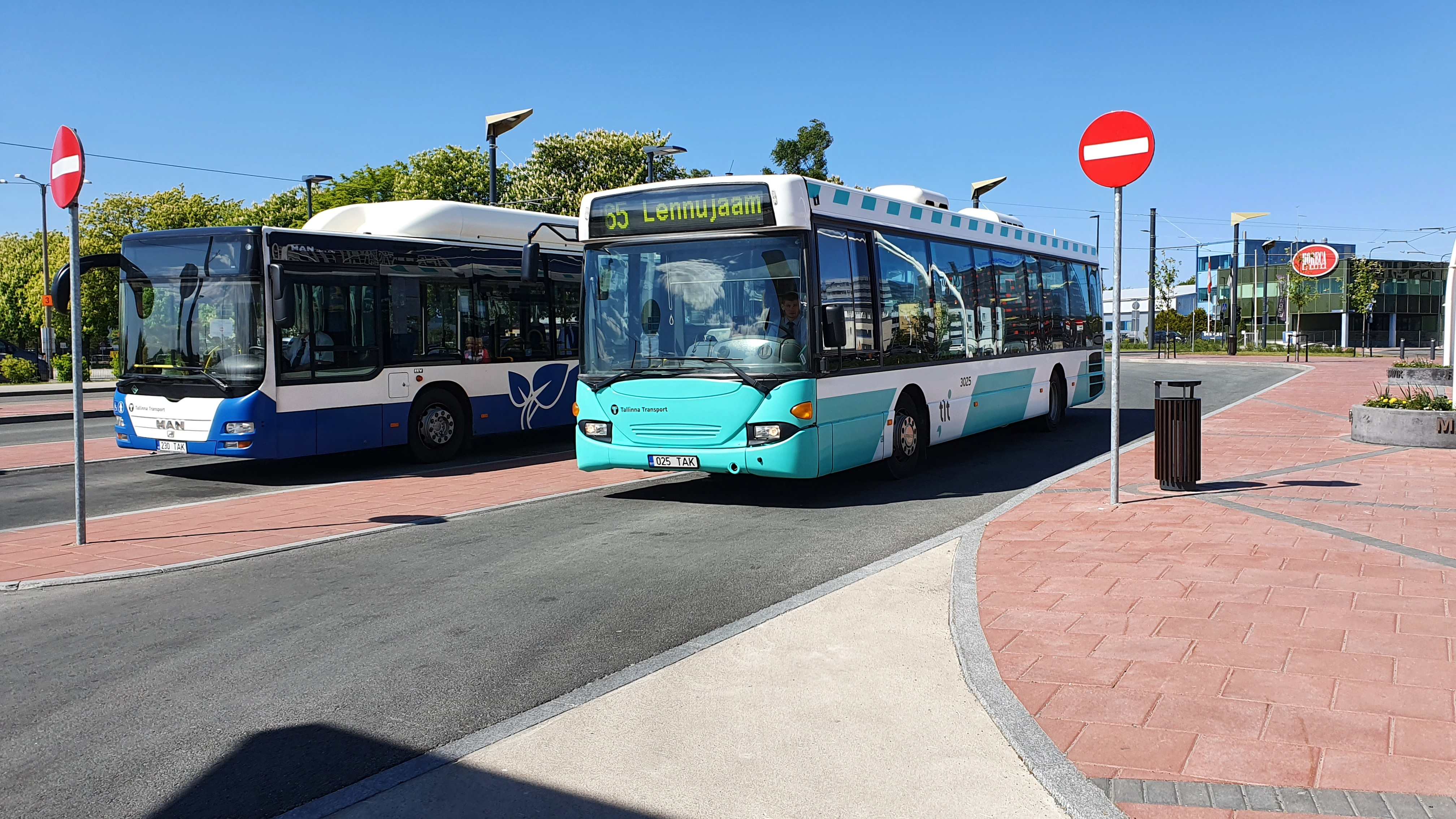
Scania OmniLink в Таллине

Близкий к ним по конструкции пригородный 2-дверный вариант OmniLine IL94, впервые показанный на салоне во Франкфурте-на-Майне осенью 2000 года, смонтирован на шасси L94IB и снабжён алюминиевым каркасным кузовом с высотой расположения пола салона 860—960 мм над поверхностью дороги. В задней части продольно с наклоном 60° установлены 9-литровые двигатели мощностью 230—300 л. с., работающие с автоматической 5-ступенчатой коробкой передач.
На основе городского одиночного автобуса выпускается сочленённый вариант OmniCity CN94UA (6х2) длиной 18 м, укомплектованный моторами в 230—260 л. с. и автоматической 4- или 5-ступенчатой трансмиссией. Его максимальная скорость достигает 102 км/ч. С конца 2022 года прекращена эксплуатация автобусов модели OmniCity и OmniLink в Эстонской столице.

### Citywide

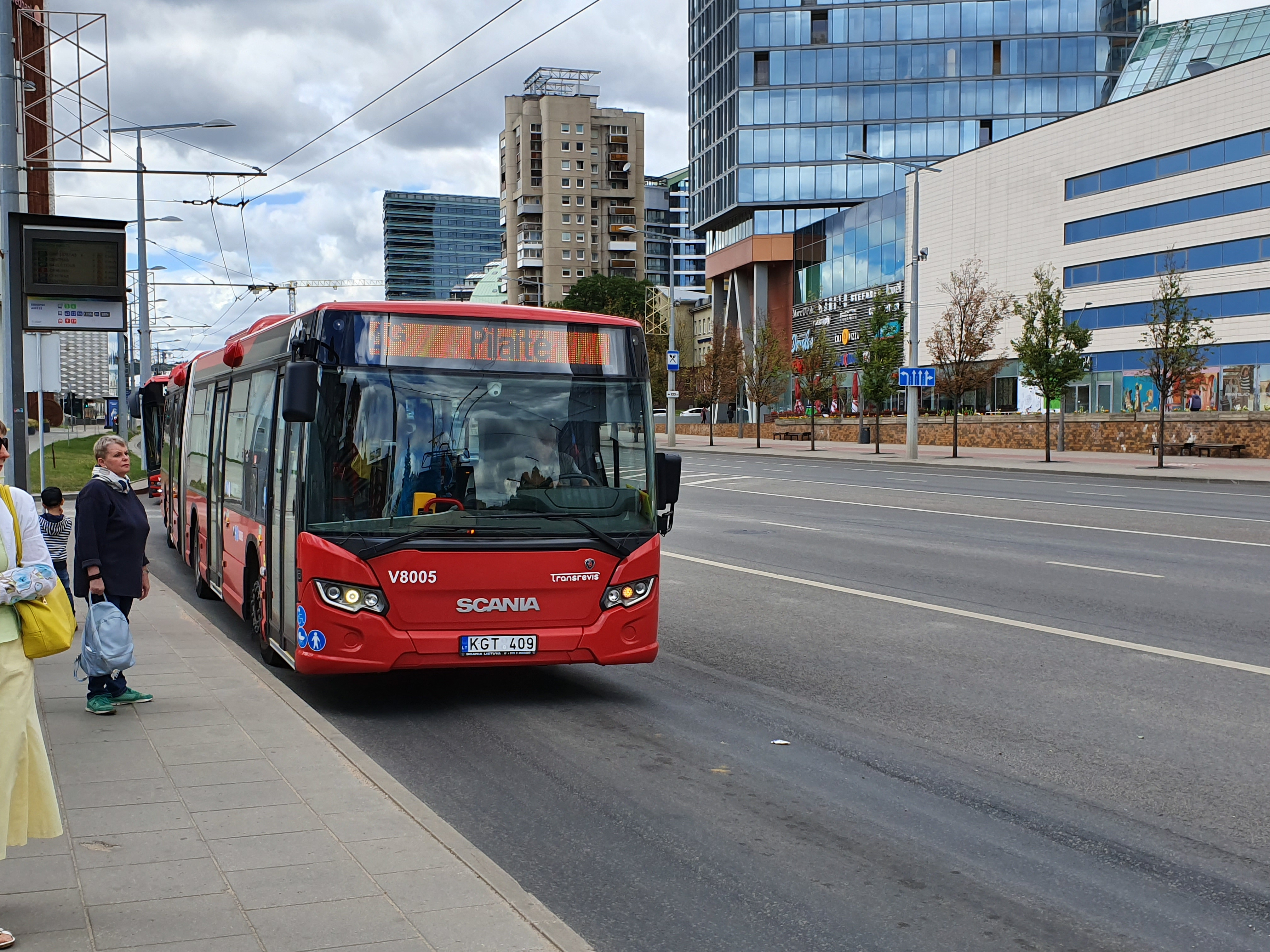
Scania Citywide LF в Вильнюсе

Citywide — это серия автобусов цельной конструкции с низким уровнем пола. Он был представлен в 2011 году как преемник Scania OmniCity и OmniLink. Он состоит из двух моделей: Citywide LF построен на Scania N серии. Этот автобус полностью низкопольный и предназначен для интенсивных городских перевозок. Он доступен как двухосный (CN UB4x2EB) длиной от 10,9 до 12,0 метров и как сочлененный автобус (CN UA6x2/2EB) длиной 18,0 метров, известный как Scania Citywide LFA, а Citywide LE — на Scania серии K. Они доступны исключительно для рынка Европы, за исключением Великобритании и Ирландии. Он собирается на заводе Scania в Слупске в Польше. Он является частью новой линейки автобусов Scania (наряду с флагманским Touring и альтернативой Interlink. Эта серия имеет некоторые общие детали дизайна передней маски с Touring Coupe, в то время как большая часть дизайна представляет собой простой рестайлинг, по сравнению с предыдущими моделями.

### Fencer
Fencer — это серия автобусов пришедшей на замену Scania OmniCity и Scania Citywide. Выпуск начался в 2021 году.
Шасси от Scania, кузов от Higer Bus. Выпускаются модификации с индексами F1 (одноэтажный), F9 (двухэтажный), F18 (сочленённый).
А так же с конца 2022 года налажен выпуск гибридных автобусов.

## Грузовики
Все современные грузовики Scania являются частью линейки PRT, но продаются, как разные серии, в зависимости от общей высоты кабины.

### Серия L

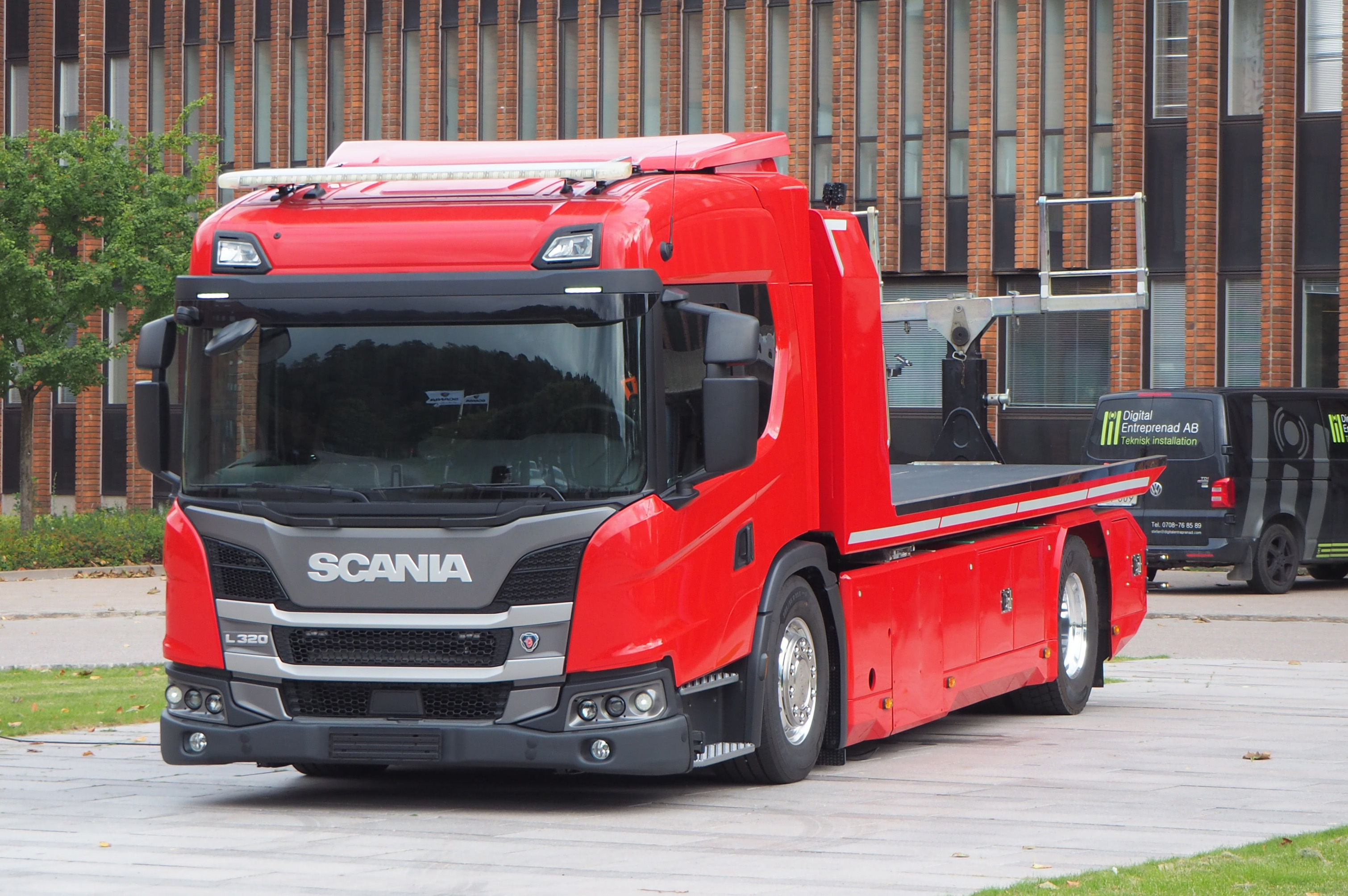
Scania L320

Серия L — выпущена в декабре 2017 года. У нее кабина еще ниже, чем у серии P. Благодаря габаритам, водителю удобно заходить и выходить из автомобиля. У L серии кабина оборудована тремя пассажирскими сиденьями, причём двое средних расположены между основным пассажирским и водительским на моторном тоннеле. Она оптимизирована для развозки и других перевозок на короткие расстояния, поэтому не имеет спального места. Кабины подразделяют на низкую, среднюю и высокую. Мощности двигателей составляют от 220 до 360 л. с.

### Серия P

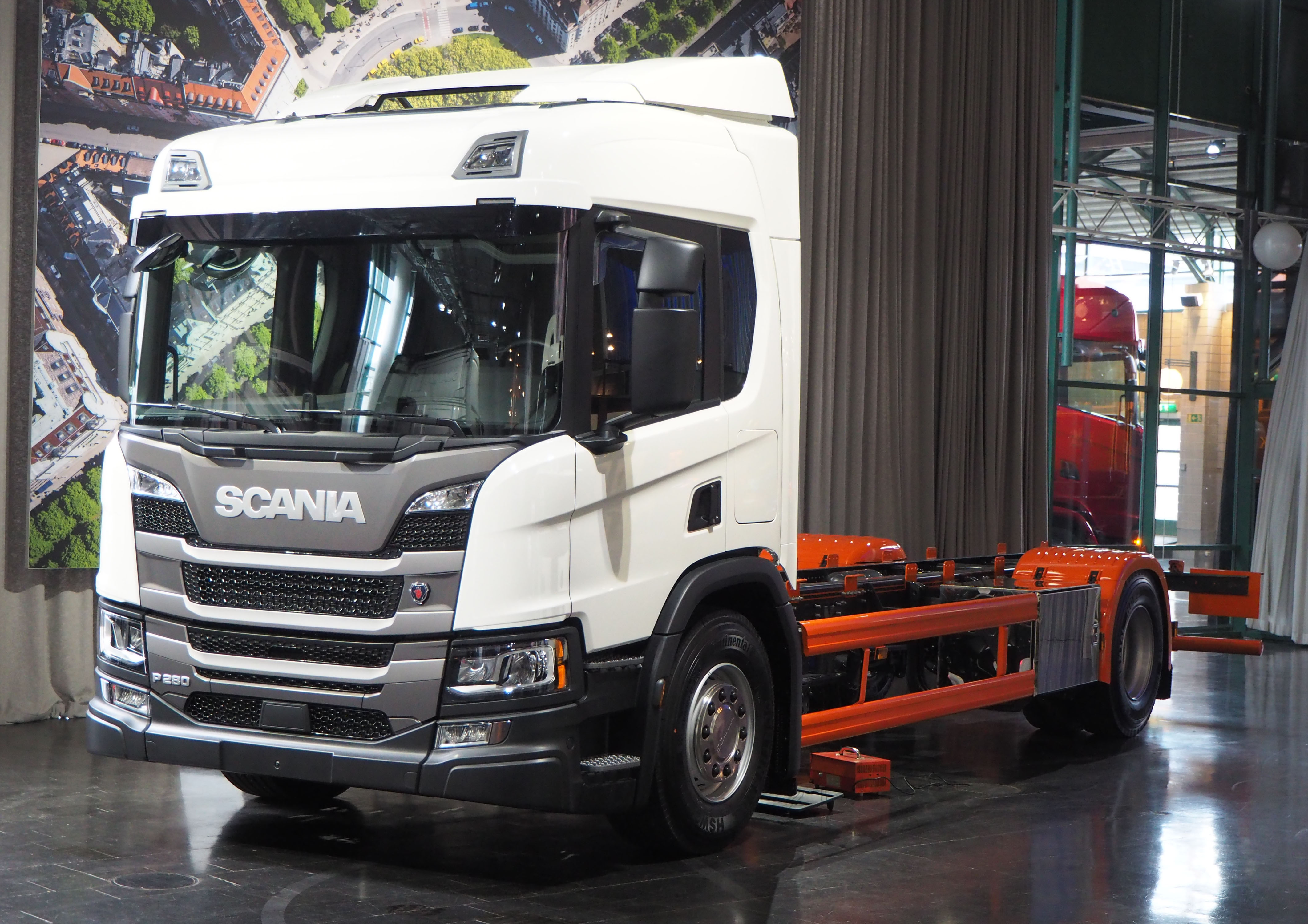
Scania P280

Серия P — запущена в августе 2004 г., типичные области применения — региональная и местная дистрибуция, строительство и различные специализированные операции, связанные с местными перевозками и услугами. Грузовики серии P имеют новые кабины P, которые доступны в нескольких вариантах: одноместная спальная, просторная дневная кабина и короткая кабина.

### Серия G

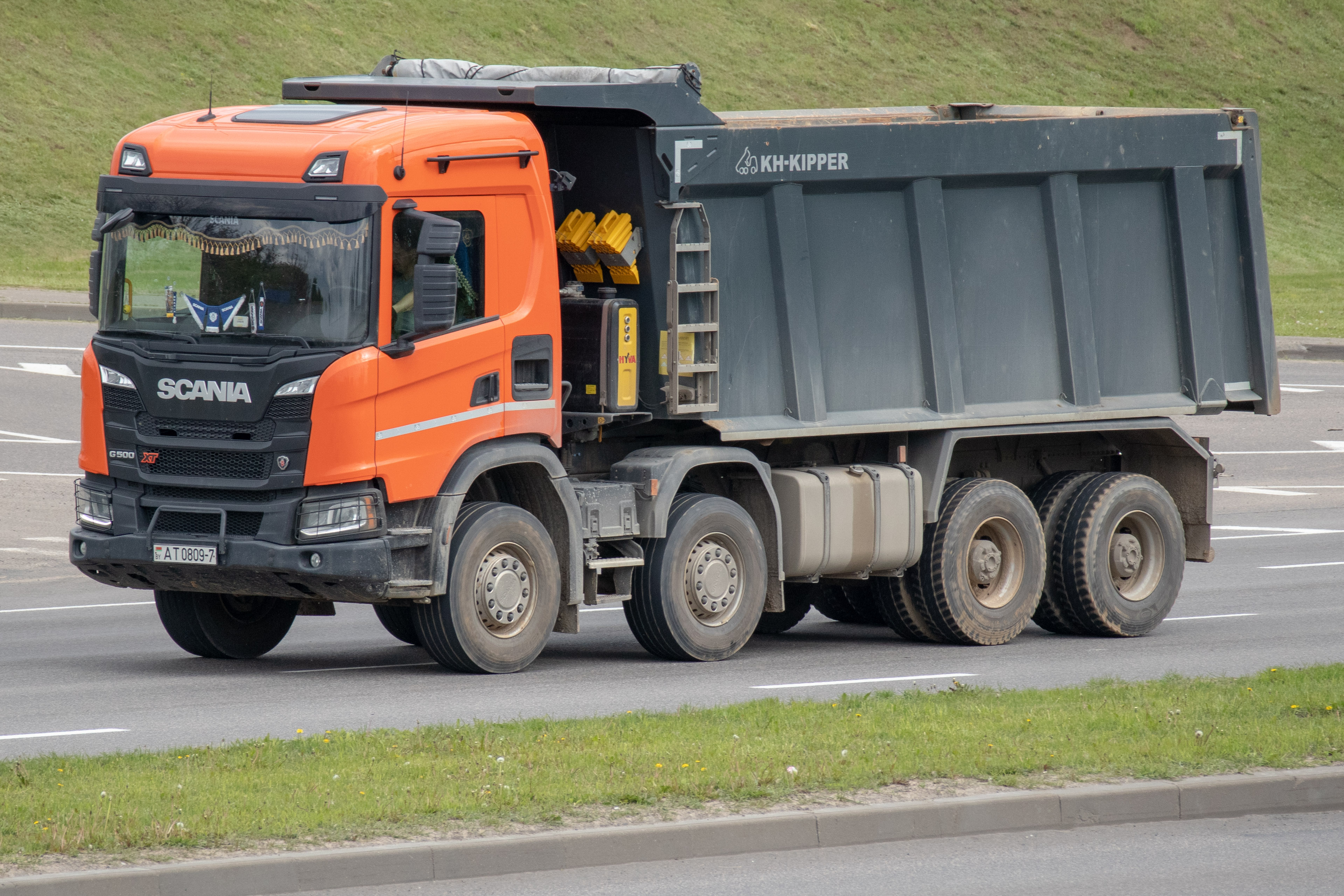
Самосвал Scania G500

Серия G — выпущенная в сентябре 2007 года, эта серия предлагает расширенный набор опций для операторов, занимающихся магистральными перевозками по стране и практически всеми типами строительных работ. Все модели имеют средне размерную кабину G, и каждая из них доступна как тягач или как жесткая. Грузовик поставляется с пятью вариантами кабин: с тремя спальными местами, дневной кабиной и короткой кабиной. Существуют выбор различных осей, высоты шасси и подвески.

### Серия R

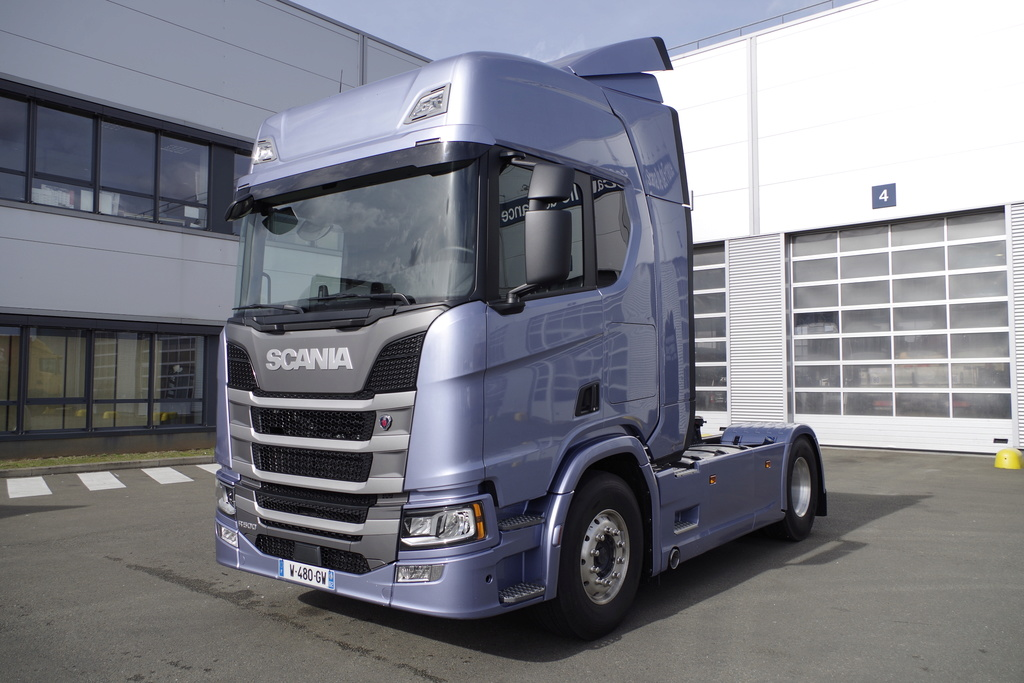
Scania R500

Серия R — запущена в производство в марте 2004 г. и получила престижную премию Truck of the Year в 2005 г., а затем и в 2010. Модельный ряд предлагает различные грузовики, оптимизированные для дальних перевозок. Все модели имеют кабину Scania R, и каждое транспортное средство доступно в кузове тягач или в кузове с жесткой рамой. Существуют различные конфигурации осей и выбор высоты шасси и подвески. Scania R 730 — самый мощный вариант R-серии. Его 16,4-литровый турбодизельный двигатель DC16 V8 730 л. с. (540 кВт) при 1900 об/мин и крутящий момент 3500 Нм при 1000—1350 об/мин.

### Серия S

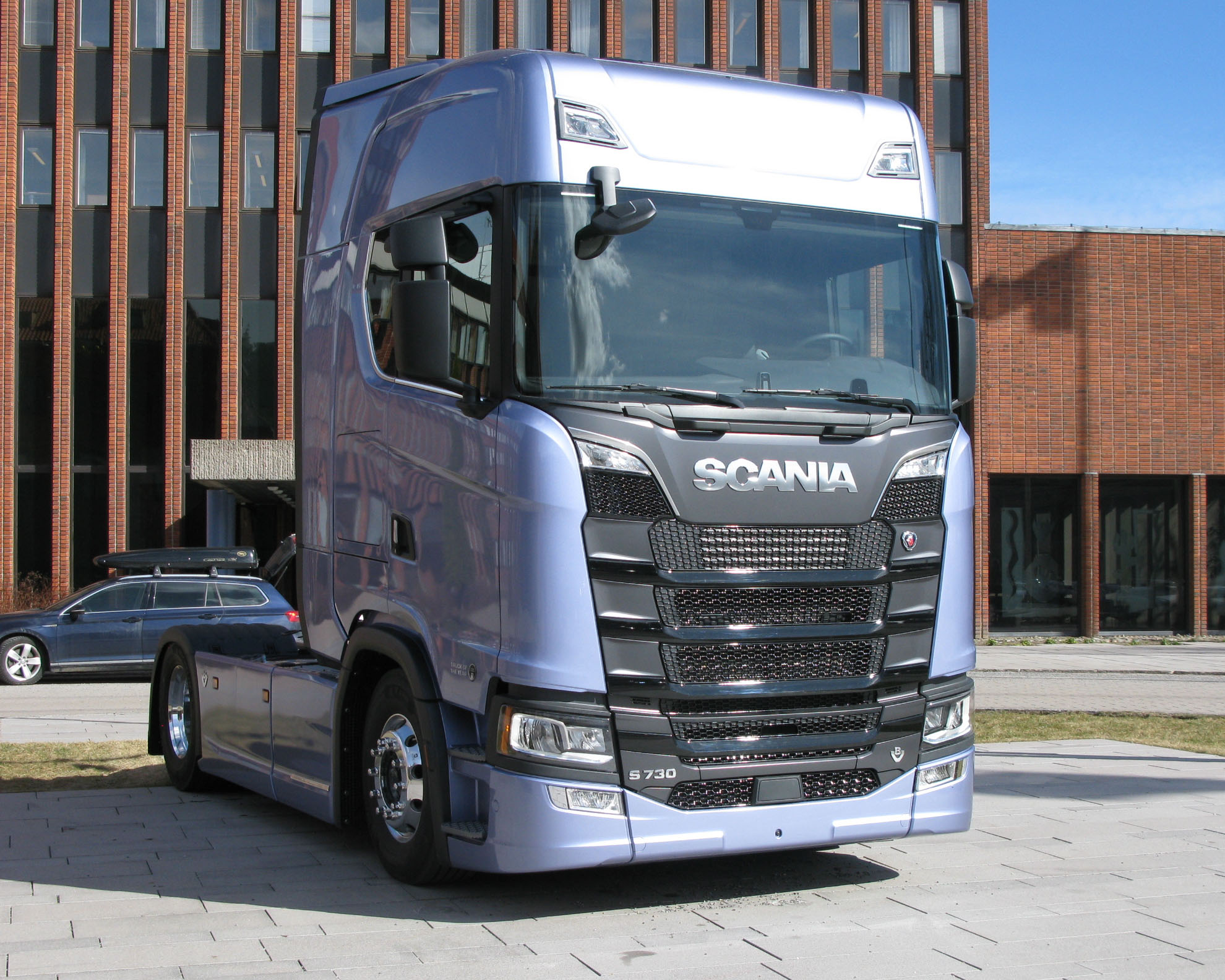
Scania S730

Серия S — запущена в августе 2016 года. Автомобиль предлагается с кабиной Sleeper-normal cab и Sleeper-Highline которые являются самыми большими из всех серий. Колёсные формулы для седельных тягачей и шасси: 4*2, 6*2 со вторым ведущим мостом и 6*2 с третьим ведущим мостом. Отличия от R серии, отсутствие моторного туннеля и полностью ровный пол, а так же метровый в ширину матрас.

## Двигатели для биотоплива
Scania начала разрабатывать двигатель для автобуса, работающий на этаноле, в середине 80-х годов. Было произведено около 600 автобусов, работающих на смеси 95 % этанола и 5 % топливной присадке. Автобусы эксплуатируются транспортной компанией Stockholm Public Transport.
Испытания автобусов, работающих на 95 % этаноле, по программе BEST (BioEthanol for Sustainable Transport) проходят в городах: La Spezia (Италия), Стокгольм, Роттердам, Дублин, Мадрид, Наньян (Китай), Страна Басков (Испания), Сан-Пауло (Бразилия), Лондон.
Scania также производит двигатели для автобусов, потребляющие 100 % биодизель (из рапса), природный газ и биогаз. С начала 90-х годов Scania произвела около 1000 газовых автобусов.

## Scania в России
В 2002 году в Санкт-Петербурге, на пром площадке по адресу Люботинский проспект 8, компания запустила завод по сборке автобусов серий OmniLink и OmniLine для российского и европейского рынков. Инвестиции составили 8,4 млн $, мощность завода позволяла выпускать до 500 автобусов в год. До 2010 года на предприятии было изготовлено более 1000 автобусов. В 2010 году из-за снижения спроса производство автобусов было остановлено, а в 2015 году площадку продали.
В ноябре 2010 года в промзоне Шушары под Санкт-Петербургом официально запущен завод «Скания-Питер» по производству грузовиков Scania. Инвестиции в строительство составили более 10 млн евро. На заводе собирают шасси различного назначения, седельные тягачи, комплектные самосвалы и бетоносмесители. Предприятие было рассчитано на ежегодную сборку 6,5 тыс. тяжёлых грузовиков. Максимальный годовой объём производства должен был составлять до 10 тыс. машин.
В 2015 году производство грузовиков «Скания-Питер» переехало на расположенную рядом в Шушарах производственную площадку компании MAN «MAN Truck & Bus Production Rus». С 2016 года обе компании эксплуатировали общую сборочную линию мощностью до 6500 грузовиков в год, однако реальные суммарные объемы производства обеих марок — около 1000 машин в год.
В 2024 году завод разорился и был ликвидирован.

## Галерея

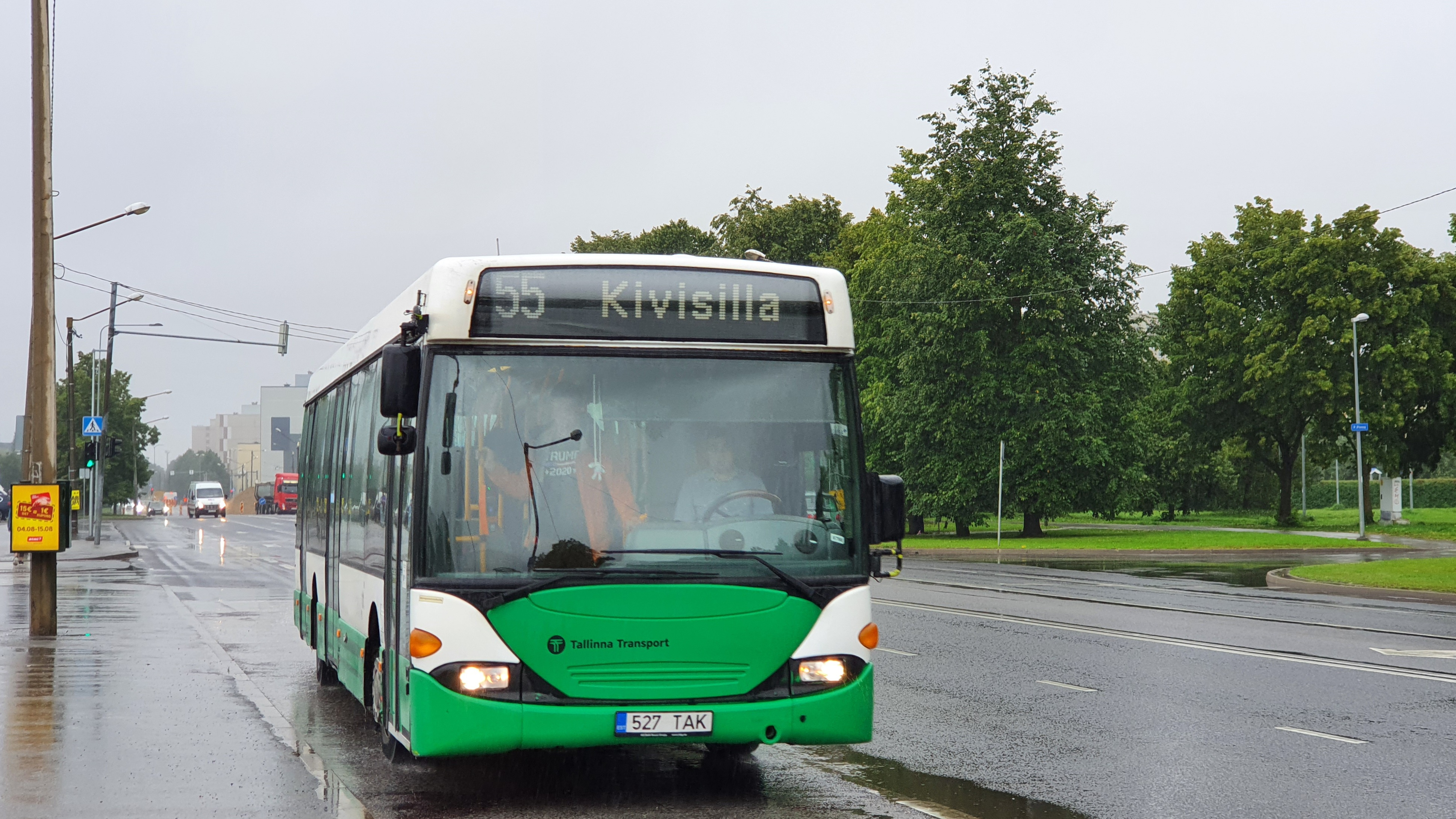
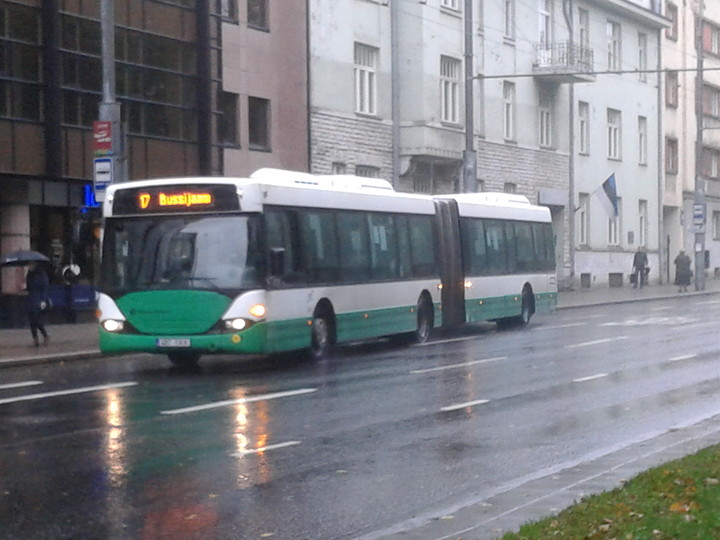
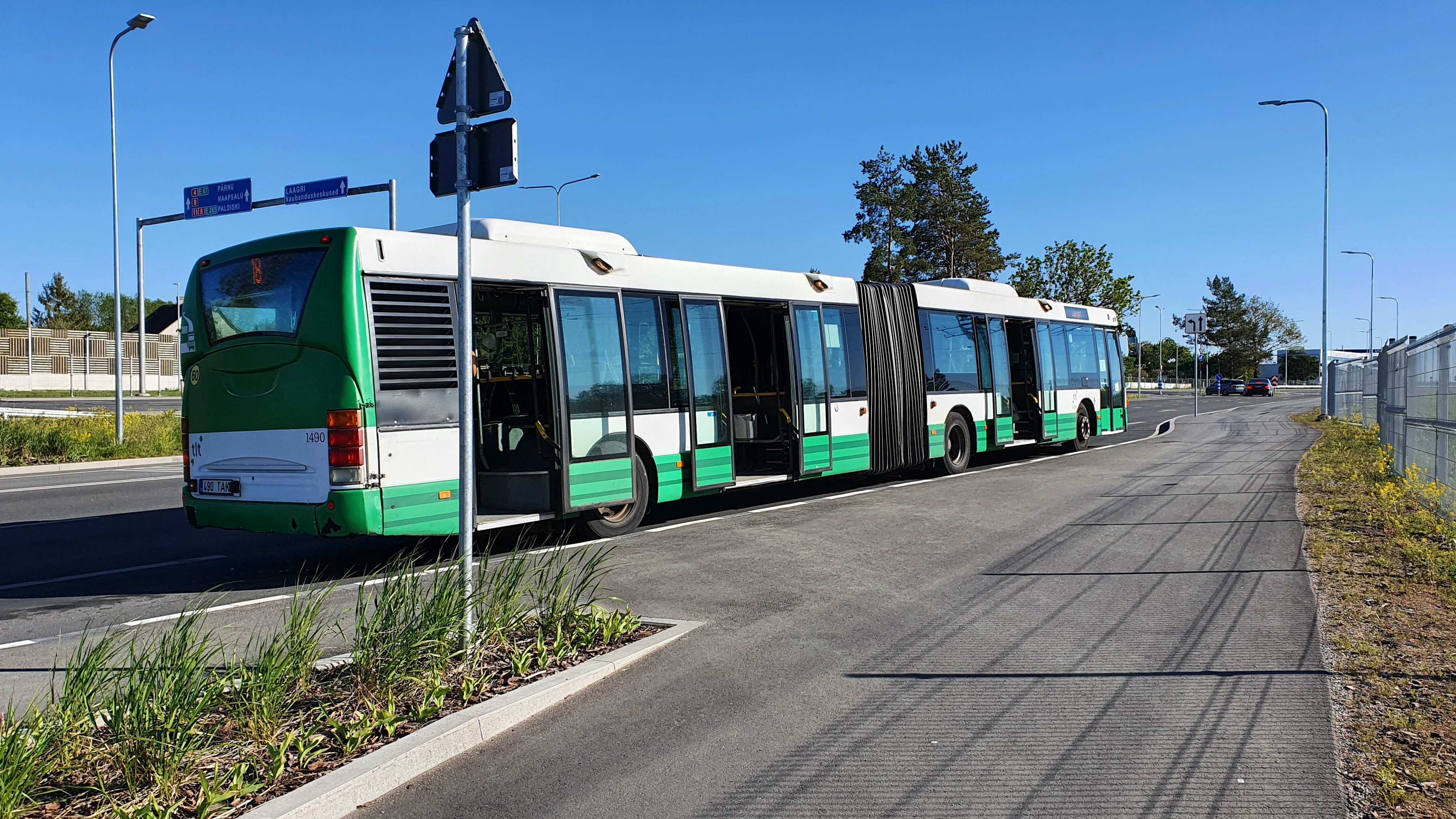
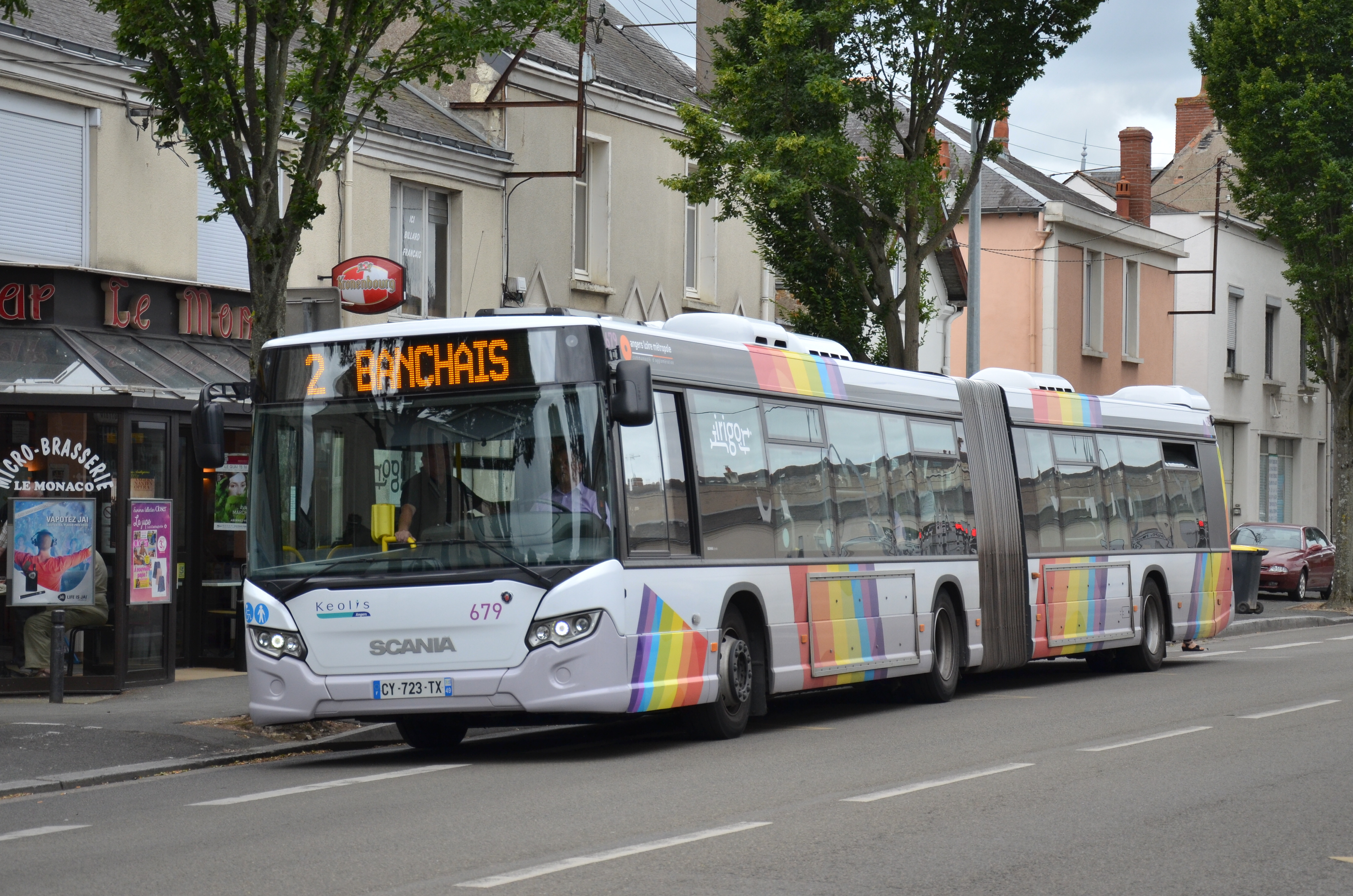
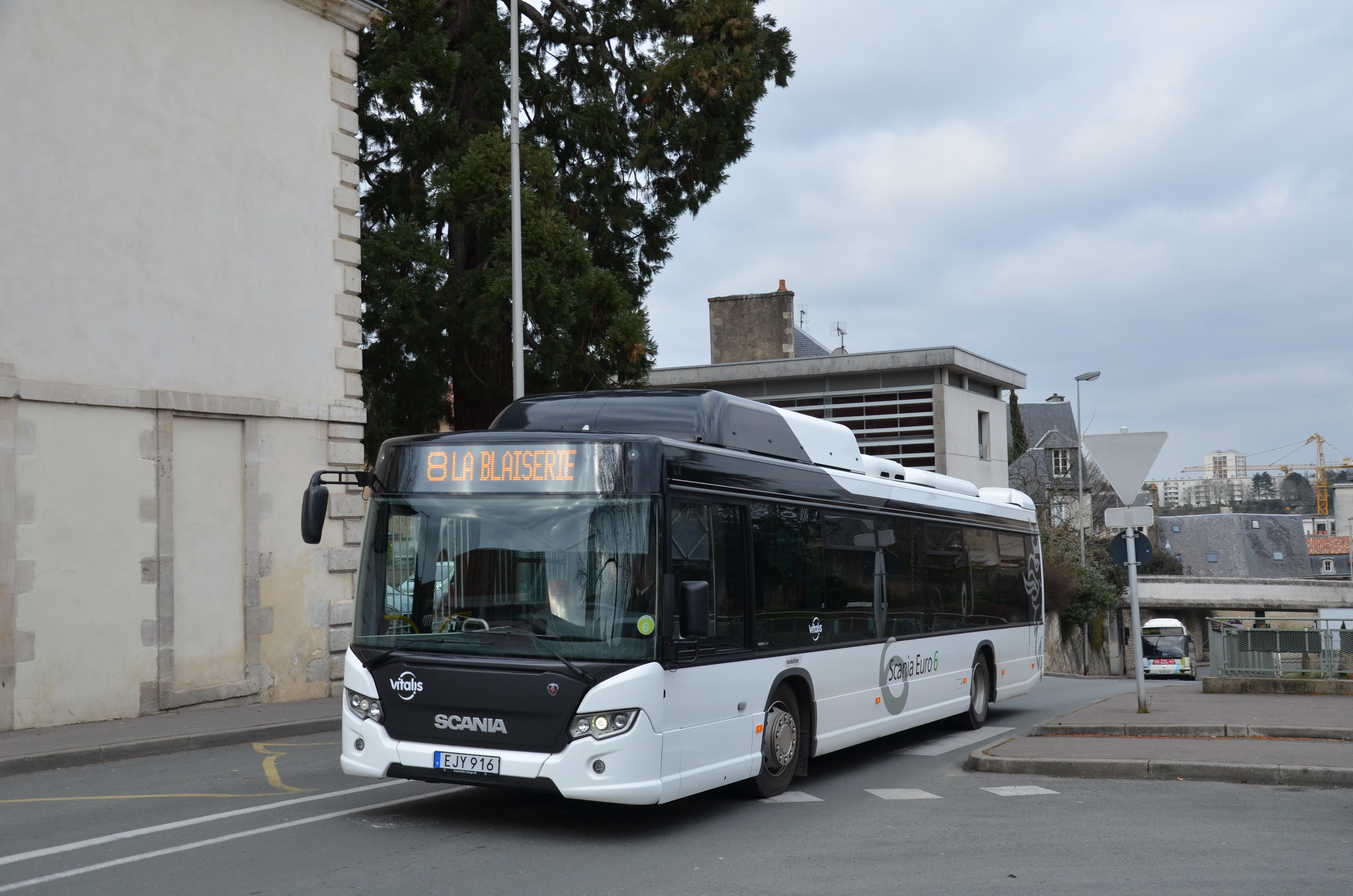
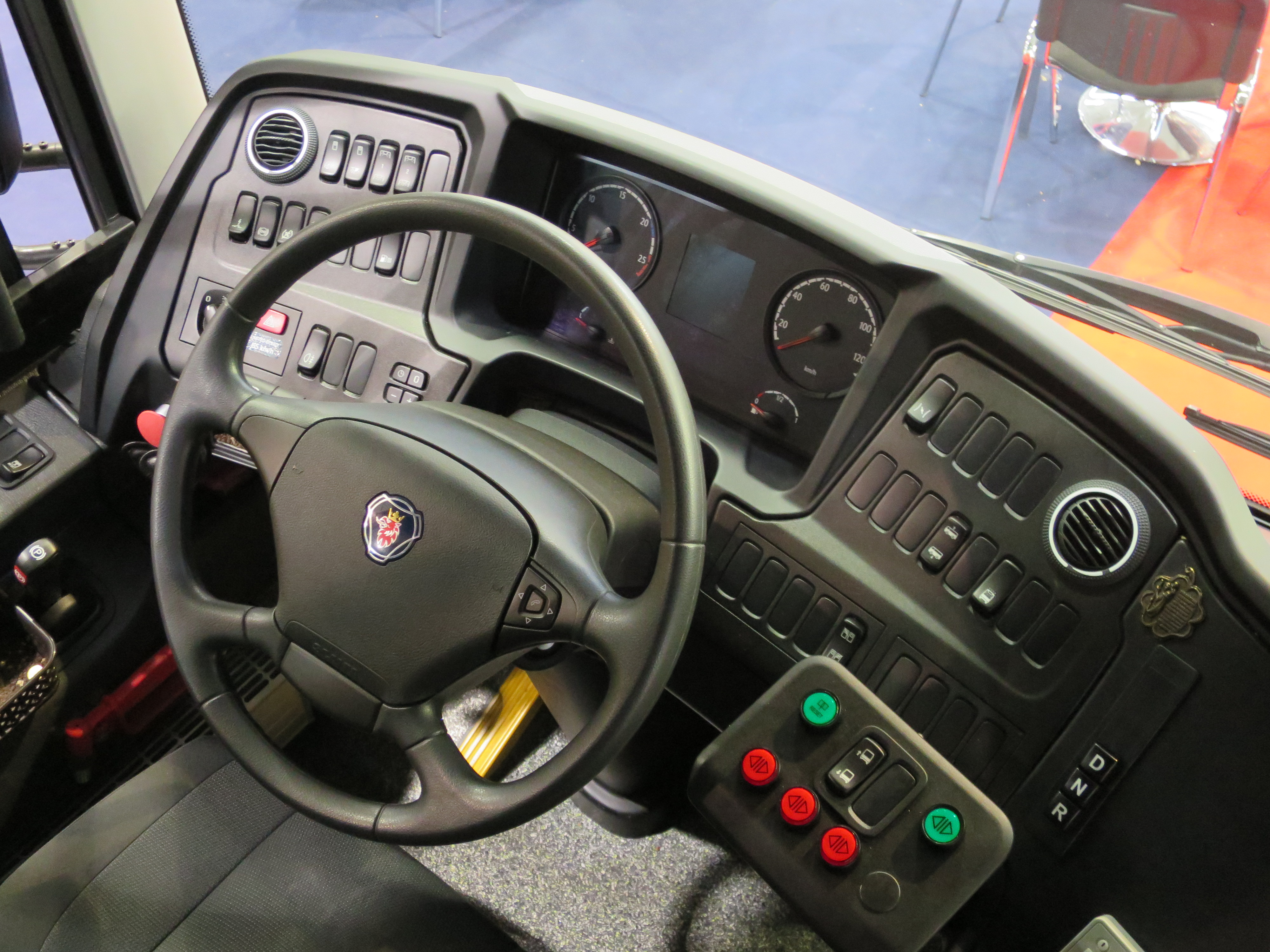
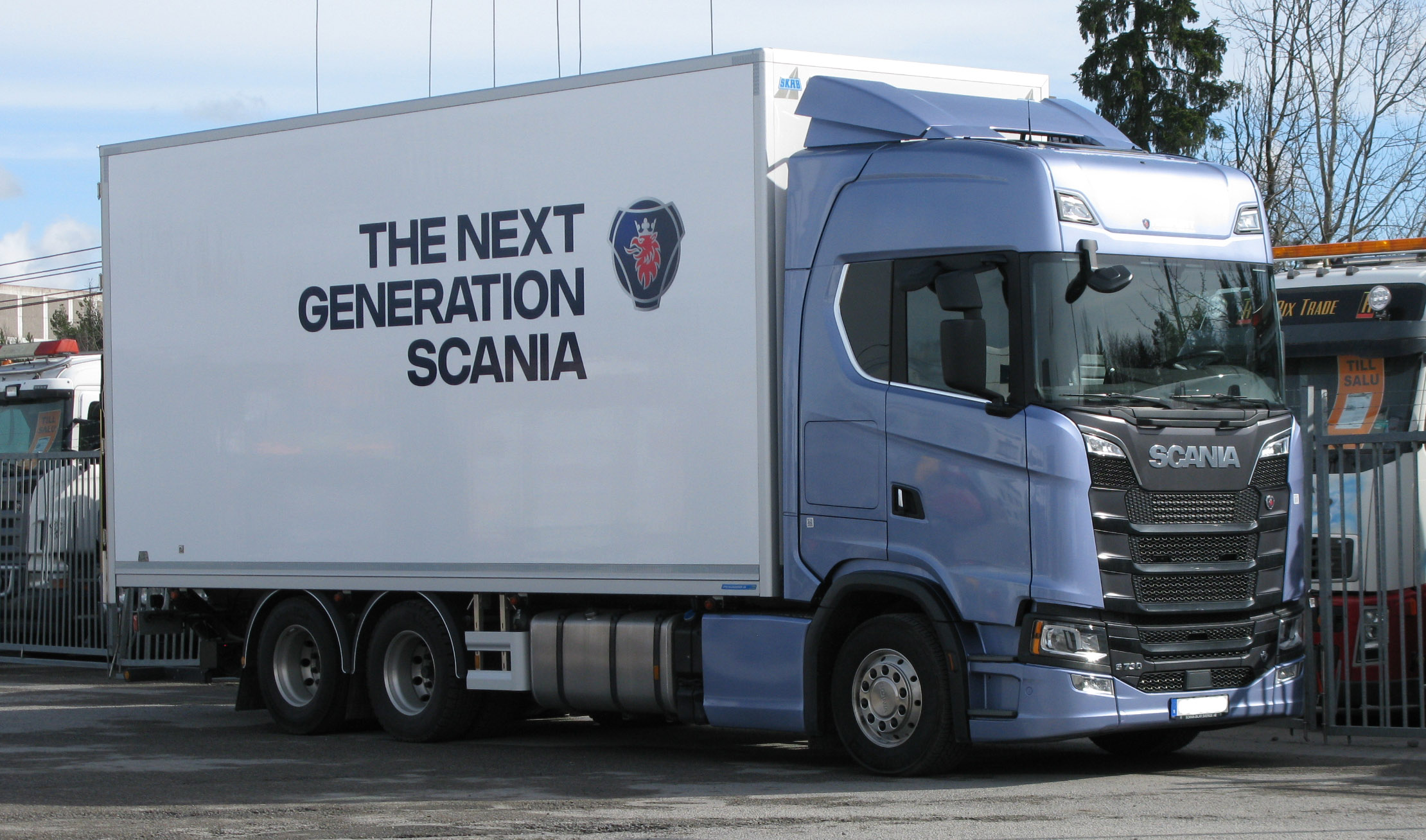
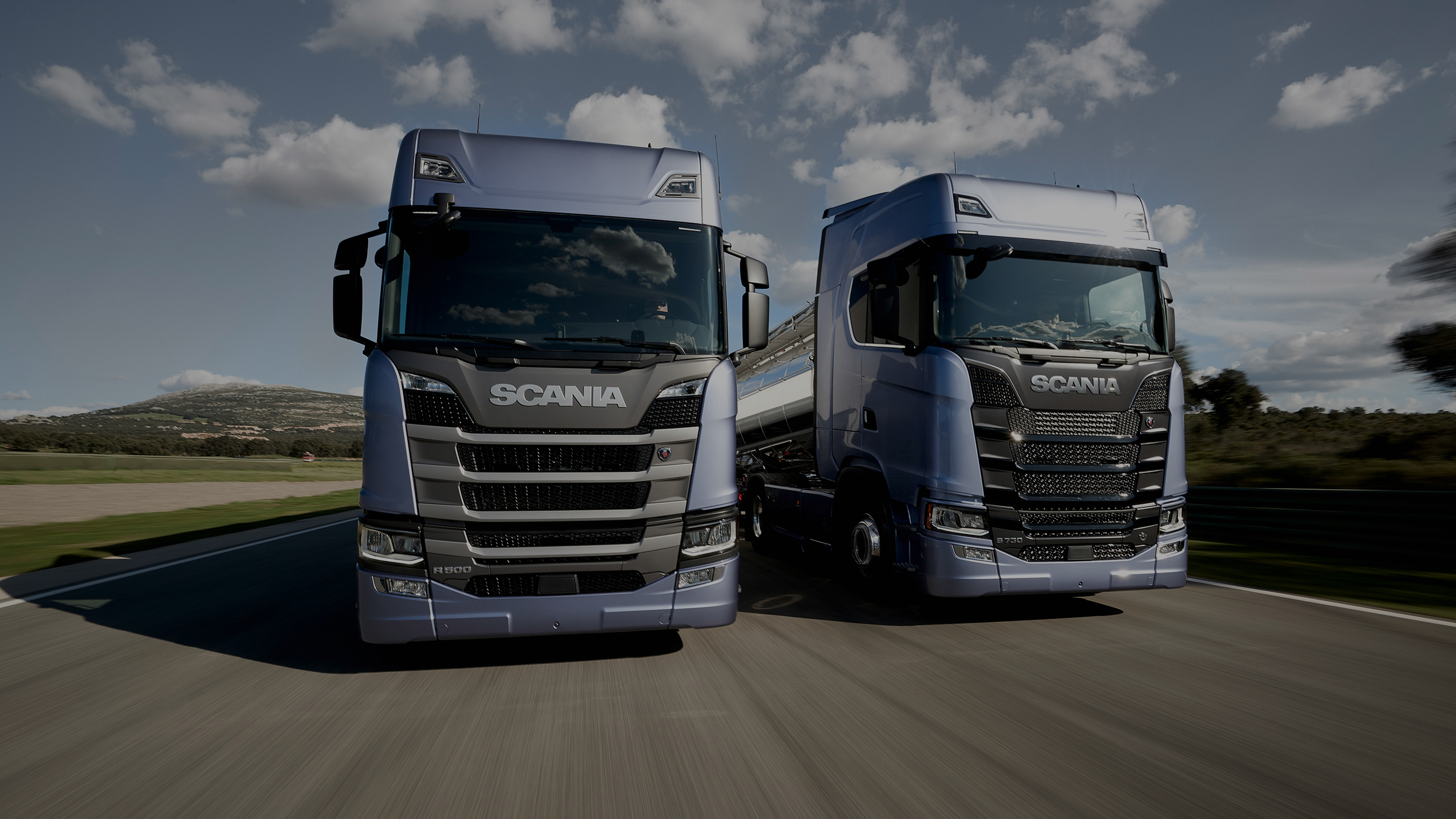
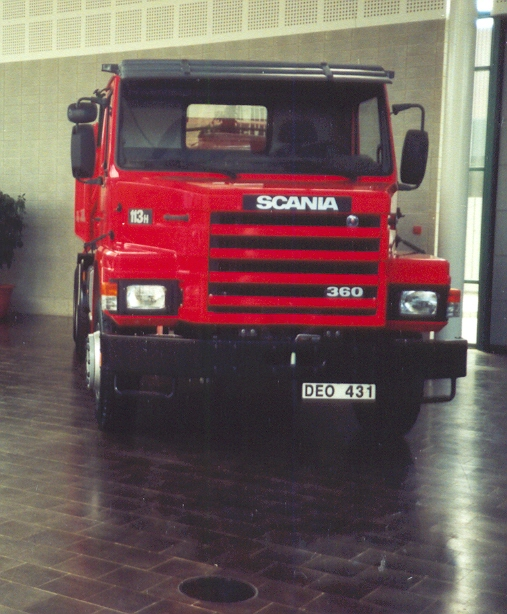
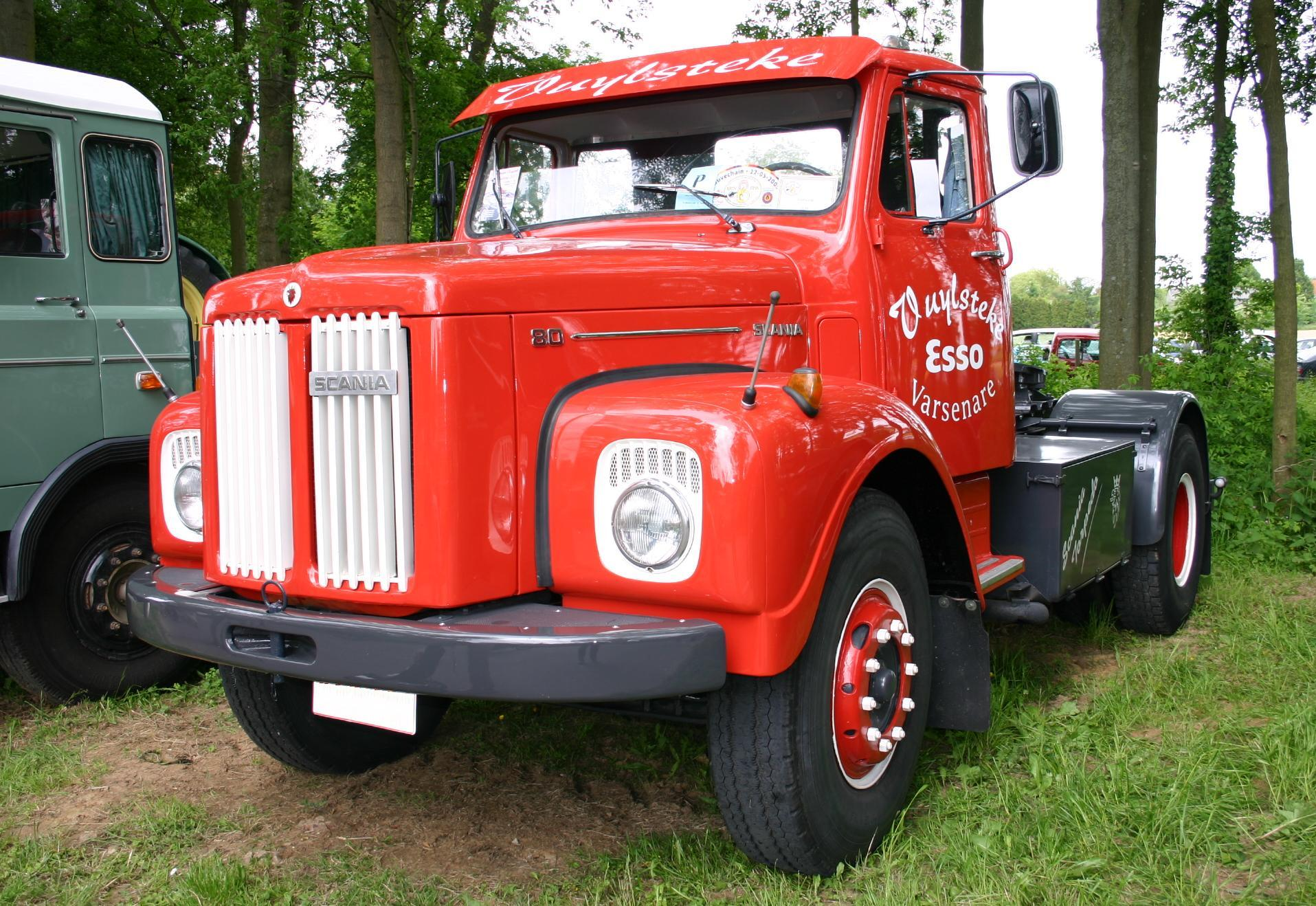
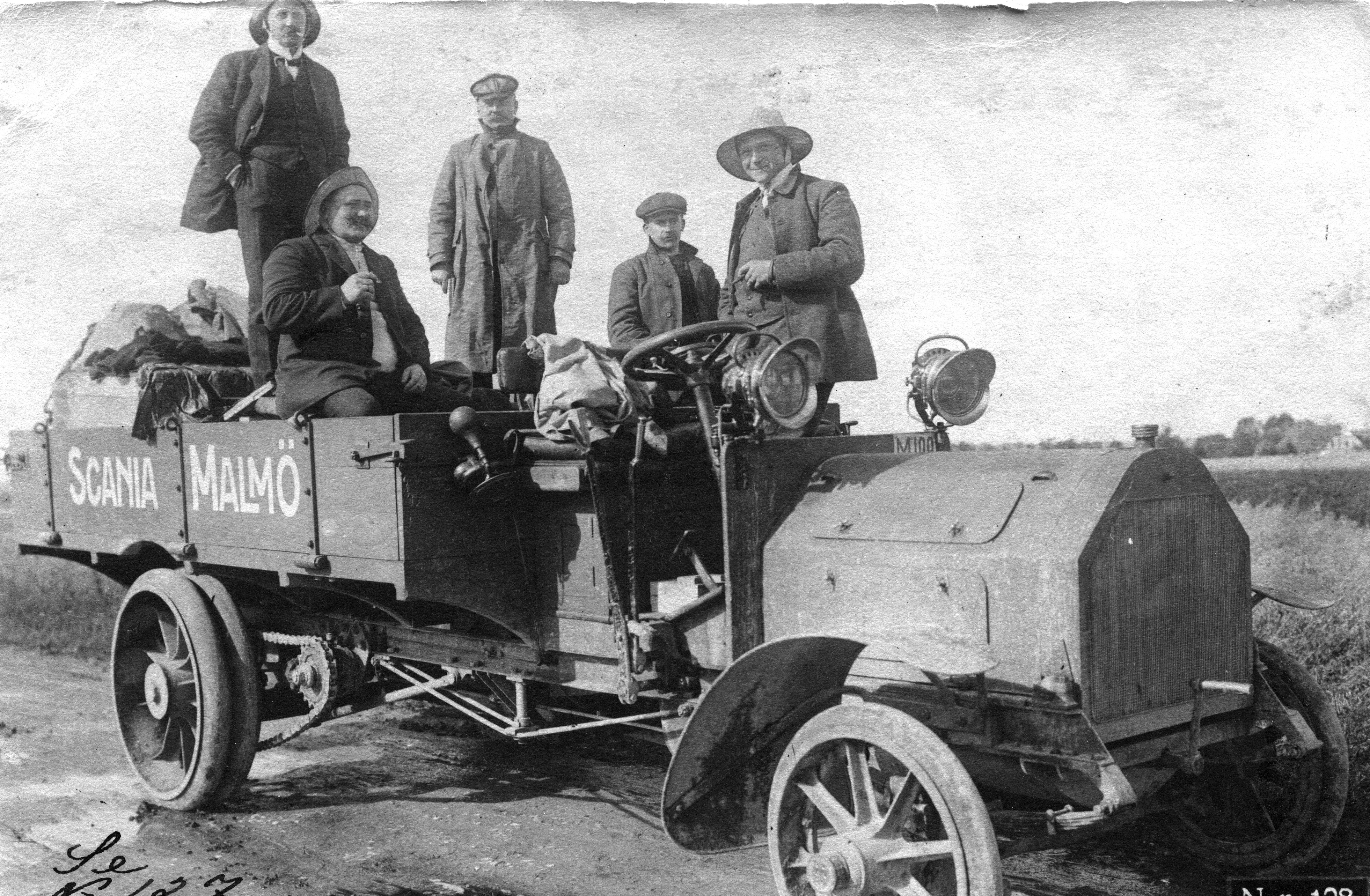